# Смычные согласные
Смы́чные согласные, также окклюзивы (от лат. occlusio «сокрытие») — согласные звуки, при артикуляции которых органы речи находятся в таком положении, что поток воздуха из лёгких полностью перекрывается с помощью смычки, создаваемой в полости рта или в гортани.
Смычные согласные делятся на три больших класса:
- взрывные, при артикуляции которых нёбная занавеска поднята, и воздух проходит в ротовую полость, а размыкание смычки происходит резко и напоминает взрыв; в русском — [б, п, д, т, г, к];
- аффрикаты — размыкание смычки происходит не резко и похоже на артикуляцию фрикативных согласных; в русском — [ч, ц];
- носовые (назальные, смычно-проходные), при артикуляции которых нёбная занавеска опущена, и воздух выходит через нос; в русском — [м, н].